# 디나 마노프
다이나 매노프(Dinah Manoff, 영어 발음: /ˈdaɪnə/, 1956년 1월 25일 ~ )는 미국의 배우이다.

## 영화
- 바트 갓 어 룸 (2008년)
- 캐롤 크리스마스 (2003년)
- 직스 (2001년) - 마지 역
- 디 아마티 걸스 (2000년)
- 미아 (2000년)
- 브라더스 키퍼 (1998년)
- 시빌 (1995년)
- 록시 (1990년)
- 보복 (1989년)
- 세 아들 (1989년)
- 야망의 브로드웨이 (1989년)
- 암살의 유혹 (1988년)
- 사탄의 인형 (1988년)
- 욕망의 그림자 (1984년)
- 생사의 여객기 (1984, Flight 90: Disaster on the Potomac)
- 헐리웃 사랑 (1982년)
- 보통 사람들 (1980년) - 카렌 역
- 그리스 (1978년) - Pinx Lames - 마티 마라쉬노 역